# سمورچه پرتگاه
سمورچه پرتگاه (نام علمی: Tamias dorsalis) نام یک گونه از سرده سمورچه است.